# Mistrzostwa Świata U-21 w Piłce Siatkowej Mężczyzn 1997
Mistrzostwa Świata U-21 w Piłce Siatkowej Mężczyzn 1997 odbyły się w Bahrajnie 22 – 31 sierpnia 1997 roku. Zespoły rywalizowały w Manamie. W turnieju wzięło udział 16 zespołów. Tytuł mistrzów świata zdobyła reprezentacja Polski.

## Klasyfikacja końcowe[2]
| Miejsce | Reprezentacja   |
| ------- | --------------- |
| złoto   | Polska          |
| srebro  | Brazylia        |
| brąz    | Rosja           |
| 4.      | Wenezuela       |
| 5.      | Grecja          |
| 6.      | Włochy          |
| 7.      | Jugosławia      |
| 8.      | Łotwa           |
| 9.      | Iran            |
| 9.      | Bahrajn         |
| 9.      | Portoryko       |
| 9.      | Chiny           |
| 13.     | Tunezja         |
| 13.     | Nigeria         |
| 13.     | Chińskie Tajpej |
| 13.     | Meksyk          |

## Runda finałowa

### Ćwierćfinały
| Data  | Godz. | Drużyna 1 | Wynik | Drużyna 2  | 1     | 2     | 3     | 4    | 5    | Widzów | * |
| ----- | ----- | --------- | ----- | ---------- | ----- | ----- | ----- | ---- | ---- | ------ | - |
| 27.08 | -     | Rosja     | 3:0   | Łotwa      | 15:1  | 15:6  | 15:3  |      |      |        |   |
| 27.08 | -     | Polska    | 3:0   | Włochy     | 9:15  | 15:10 | 15:10 | 15:9 |      |        |   |
| 27.08 | -     | Brazylia  | 3:2   | Grecja     | 13:15 | 13:15 | 15:5  | 15:4 | 15:1 |        |   |
| 27.08 | -     | Wenezuela | 3:1   | Jugosławia | 15:11 | 15:13 | 7:15  | 15:6 |      |        |   |

### Półfinały
| Data  | Godz. | Drużyna 1 | Wynik | Drużyna 2 | 1     | 2     | 3     | 4    | 5 | Widzów | * |
| ----- | ----- | --------- | ----- | --------- | ----- | ----- | ----- | ---- | - | ------ | - |
| 28.08 | -     | Polska    | 3:0   | Rosja     | 15:7  | 11:15 | 15:12 | 15:7 |   |        |   |
| 28.08 | -     | Brazylia  | 3:0   | Wenezuela | 15:10 | 15:7  | 15:12 |      |   |        |   |

### Mecz o 3. miejsce
| Data  | Godz. | Drużyna 1 | Wynik | Drużyna 2 | 1    | 2     | 3    | 4     | 5 | Widzów | * |
| ----- | ----- | --------- | ----- | --------- | ---- | ----- | ---- | ----- | - | ------ | - |
| 29.08 |       | Rosja     | 3:1   | Wenezuela | 15:8 | 14:16 | 15:9 | 15:10 |   |        |   |

### Finał
| Data  | Godz. | Drużyna 1 | Wynik | Drużyna 2 | 1     | 2     | 3    | 4    | 5 | Widzów | * |
| ----- | ----- | --------- | ----- | --------- | ----- | ----- | ---- | ---- | - | ------ | - |
| 29.08 |       | Brazylia  | 1:3   | Polska    | 11:15 | 15:13 | 3:15 | 5:15 |   |        |   |